# Sepuka
Sepuka ist ein Verwaltungsbezirk (englisch Ward) des Distrikts Ikungi in der tansanischen Region Singida.

## Geografie
Sepuka ist ein Bezirk im nördlichen Zentralteil von Tansania etwa 25 Kilometer Luftlinie westnordwestlich der Regionshauptstadt Singida. Bei der Volkszählung 2022 lebten 14.854 Menschen in 2744 Haushalten auf einer Fläche von 132 Quadratkilometern.
Der Bezirk grenzt im Westen an den Distrikt Iramba, im Osten an den Distrikt Singida (MC) und im Norden und im Süden an Bezirke des Distrikts Ikungi:
|          | Irisya                                      |         |
| Kaselya  | Kompassrose, die auf Nachbargemeinden zeigt | Uhamaka |
| Ndulungu | Mtunduru                                    |         |

## Gliederung
Der Bezirk besteht aus drei Gemeinden (swahili Mtaa) mit 19 Orten (Kitongoji):
| Musimi - Musimi Madukani - Musimi Magharibi - Musimi Kusini - Mrama - Sengasenga - Italala Magharibi - Italala Masharik | Mnang'ana - Mnang’ana Kati - Mimpandu - Mbuyuni - Mantamke - Mayuyuda - Ititi | Msungua - Msungua Kati - Iporyo - Msanja - Mtumba - Nyeghee A - Nyeghee B |

## Wirtschaft und Infrastruktur
- Landwirtschaft: Die wichtigsten Anbauprodukte sind Sorghum, Süßkartoffeln, Reis, Mais, Bohnen, Bambaranüsse, Erbsen und grüne Bohnen. Für den Verkauf werden auch Baumwolle, Sonnenblumen, Erdnüsse, Sesam und Gemüse angebaut.[8] Im Bezirk werden 10.000 Rinder, 3000 Ziegen, 2000 Schafe und 22.000 Hühner gehalten (Stand 2015).[9]
- Bildung: Im Bezirk gibt es zwei weiterführende Schulen.[10] Die Sepuka Secondary School[11] und die Msungua Secondary School[12] sind beide staatliche Schulen mit einer Ausbildung bis zur 4. Stufe.
- Gesundheit: Im Bezirk liegt ein staatliches Gesundheitszentrum[13] und in der Gemeinde Mnang'ana eine staatliche Apotheke.[14]